# Anton Vučkov
Anton Vučkov (Biograd, 1 juni 1938) is een voormalig Joegoslavisch voetballer die bij voorkeur in de aanval speelde. Het seizoen 1967/68 kwam hij uit voor PEC dat destijds uitkwam in de Tweede Divisie.

## Carrièrestatistieken
| Seizoen         | Club              | Land            | Competitie      | Competitie | Competitie | Beker | Beker | Internationaal | Internationaal | Overig | Overig | Totaal | Totaal |
| Seizoen         | Club              | Land            | Competitie      | Wed.       | Dlp.       | Wed.  | Dlp.  | Wed.           | Dlp.           | Wed.   | Dlp.   | Wed.   | Dlp.   |
| --------------- | ----------------- | --------------- | --------------- | ---------- | ---------- | ----- | ----- | -------------- | -------------- | ------ | ------ | ------ | ------ |
| 1963/64         | Tresnjevka Zagreb | Joegoslavië     | Eerste divisie  | 17         | 7          | –     | –     | 0              | 0              | 0      | 0      | –      | –      |
| 1964/65         | Tresnjevka Zagreb | Joegoslavië     | Eerste divisie  | 19         | 3          | –     | –     | 0              | 0              | 0      | 0      | –      | –      |
| 1965/66         | FC Bayern München | Duitsland       | Bundesliga      | 1          | 1          | –     | –     | 0              | 0              | 0      | 0      | –      | –      |
| 1966/67         | FC Bayern München | Duitsland       | Bundesliga      | 0          | 0          | –     | –     | 0              | 0              | 0      | 0      | –      | –      |
| 1967/68         | PEC               | Nederland       | Tweede divisie  | –          | 11         | –     | 1     | 0              | 0              | 0      | 0      | –      | 12     |
| Carrière totaal | Carrière totaal   | Carrière totaal | Carrière totaal | –          | 22         | –     | –     | 0              | 0              | 0      | 0      | –      | –      |